# Guaimesal
Guaimesal è un agente di sintesi la cui struttura chimica è una combinazione di salicilato e anelli di guaiacolo.
Viene utilizzato come farmaco in quanto possiede azione fluidificante ed espettorante, antinfiammatoria, antipiretica ed analgesica. In Italia viene prodotto e venduto dalla società farmaceutica L.Manetti-H.Roberts con il nome commerciale di Bronteril nella forma farmaceutica di capsule contenenti 500 mg di principio attivo, bustine da 200 mg e 500 mg, sospensione orale da 200 ml, oppure di supposte da 1,2 g. Nell'anno 2001 ne è stata disposta la sospensione dell'autorizzazione all'immissione in commercio.

## Usi clinici
Guaimesal è indicato nel trattamento delle affezioni tracheo-bronchiali (tracheiti, bronchiti, riesacerbazioni di bronchite cronica), come coadiuvante di altri trattamenti, quando sia richiesta un'azione espettorante ed antipiretica.

## Dosi terapeutiche
Il composto viene somministrato per via orale come capsule, oppure per via rettale come supposte. 
Nel soggetto adulto il dosaggio usuale è di 500 mg, equivalente ad una capsula, 2-3 volte al giorno, per via orale. Se viene scelta la via rettale il dosaggio usuale è di 1,2 g (equivalente ad una supposta), ogni 12 ore.

Nei bambini con meno di due anni di età si somministrano 87,5 mg, 2 volte al giorno, per via orale. Nei bambini di età compresa tra i due ed i sei anni la dose è pari a 175 mg, 2-3 volte al giorno, per via orale oppure 500 mg al giorno per via rettale.
Sempre in età pediatrica, ma oltre i sei anni la dose usuale da somministrare è pari a 262,5 mg, 2-3 volte al giorno, per via orale oppure 500 mg, ogni 12 ore, quando venga preferita la via rettale.

È preferibile che l'assunzione del farmaco avvenga a stomaco pieno, onde limitare la comparsa di effetti avversi.

## Effetti collaterali e indesiderati
Guaimesal può causare disturbi di natura gastrointestinale (quali ad esempio dispepsia, nausea, dolore addominale, epigastralgia, vomito, diarrea) oppure di tipo oto-vestibolare (capogiro, vertigine, instabilità dell'equilibrio).

In qualche raro caso si possono verificare disturbi di tipo emorragico, segnatamente epistassi e sanguinamento delle gengive, così come fenomeni di ipersensibilità (rash cutaneo, prurito, dermatite allergica).

## Controindicazioni
Il composto è controindicato nei soggetti con ipersensibilità nota al principio attivo, all'acido acetilsalicilico e ai salicilati, oppure ad uno qualsiasi degli eccipienti utilizzati nella formulazione farmacologica. 
Ulteriori controindicazioni sono rappresentate dalla presenza di malattia peptica (esofagite peptica, gastrite erosiva, ulcera gastroduodenale) oppure di diatesi emorragica. Guaimesal deve essere usato con estrema cautela in soggetti affetti da asma bronchiale, gotta, affezioni virali.

## Gravidanza e allattamento
L'impiego del farmaco in donne gravide deve avvenire sotto controllo medico, dopo aver attentamente valutato i benefici attesi per la medre ed il potenziale rischio per il feto. In ogni caso non è mai opportuno assumere guaimesal nell'ultimo mese di gravidanza poiché può ritardare il parto.

## Interazioni
Guaimesal può interagire con anticoagulanti, uricosurici, sulfaniluree e altri ipoglicemizzanti.